# Móng rồng Bắc Giang
Móng rồng Bắc Giang (danh pháp: Artabotrys petelotii) là loài thực vật có hoa thuộc họ Na. Loài này được Merr. mô tả khoa học đầu tiên năm 1942.